# The Scarlet Empress
The Scarlet Empress és una pel·lícula estatunidenca dirigida per Josef von Sternberg i estrenada l'any 1934.	

## Argument
La princesa Sophia Federica (Dietrich) és educada des que és una nena per convertir-se en una reina. En arribar a l'adolescència es concerta i celebra el seu matrimoni amb el Gran Duc de Rússia Pere (Sam Jaffe), futur tsar i un home malalt en cos i ànima. L'emperadriu Elizabeth fa que Sophia canviï el seu nom pel de Caterina, aprengui rus immediatament i que mai parli la seva antiga llengua. A més, haurà de procrear un hereu que asseguri la continuació de la dinastia. Però les relacions amb l'inestable Pere no van bé...

## Comentaris
La pel·lícula explica la situació de pobresa i submissió en què viu el poble rus a mitjans del segle xviii, en un temps dominat per l'absolutisme i la crueltat de la tsarina Isabel, filla de Pere I. Recrea els interiors del palau imperial rus amb imatges (pintures), figures (escultures, gàrgoles, cadires, canelobres, portes) i arquitectura imaginàries, no històriques, de formes exageradament sinistres, que faciliten la creació d'una atmosfera opressiva i claustrofòbica.

## Repartiment
- Marlene Dietrich: Caterina II
- John Lodge: el comte Alexeï
- Sam Jaffe: el gran duc Pierre
- Louise Dresser: l'emperadriu Elisabeth Petrovna
- Gavin Gordon: el capità Orlov
- Elinor Fair (dama de companyia)